# Girolama Cartolari
Girolama Cartolari, född 1500, död 1559, var en italiensk boktryckare. 
Hon skötte Baldassarre Cartolaris boktryckeri i Rom som änka 1543-1559. Hennes verksamhet är väldokumenterad och hon utgav ett flertal kända verk, så som påvliga bullor. 